# Тиса
Ти́са (Тисса, Тейсс; укр. Тиса, венг. Tisza, словац. Tisa, серб. Тиса) — река в Европе, левый и самый длинный приток Дуная. Длина реки — 966 км.
Тиса берёт начало на высоте 445,7 м над уровнем моря в восточной части Закарпатской области Украины. Её образуют, сливаясь у города Рахова, реки Чёрная Тиса и Белая Тиса. Исток Чёрной Тисы находится на северо-восточных склонах хребта Свидовец на высоте 1400 м над уровнем моря. Белая Тиса берёт начало на юго-западных склонах массива Черногоры, на высоте 1650 м над уровнем моря.
В пределах Украины длина Тисы составляет 201 км. На отдельных участках Тиса образует границу Украины с Румынией, а затем Украины с Венгрией, на небольшом участке — Венгрии со Словакией. Значительная часть бассейна реки находится на территории Венгрии. Впадает в Дунай на территории Сербии. Высота устья — 75 м над уровнем моря.
На Тисе расположены города: Рахов, Тячев, Хуст, Чоп (Украина); Сигету-Мармацией (Румыния); Домбрад, Токай, Сольнок, Сегед (Венгрия).
В 1973 году на реке было создано водохранилище Тиса (Кишкёрёш).

## Название
У Плиния на древнегреческом река называлась Патисс (Πάθισσος). В ряде произведений XIX и XX веков встречается написание названия реки «Тисса» (например, в Энциклопедическом словаре Брокгауза и Ефрона, в сводках боёв периода Второй мировой войны и в фильме 1958 года «Над Тиссой»).

## Иное
После начала полномасштабного вторжения России в Украину 24 февраля 2022 года и особенно с апреля 2024 года на границе с Румынией в Закарпатье стали часто происходить случаи бегства военнообязанных украинцев путём переплыва через реку Тису, что в конечном итоге приводило к гибели некоторых из них, из-за чего Тиса стала называться «рекой смерти». В то же время, украинские пограничные службы стали активно задерживать тех, кто пытается незаконно попасть в Румынию таким образом.

## Притоки
- Правые: Косовская (41 км), Тересва (56 км), Теребля (91 км), Рика (92 км), Боржава (106 км), Бодрог (188 км), Слана с Горнадом, Эгер (291 км), Задьва, Егричка, Кёрёш.
- Левые: Висеул, Иза, Сомеш, Кёрёш, Муреш, Бега, Батар, Красна, Москва, Белый.